# Беловское сельское поселение (Челябинская область)
Бело́вское се́льское поселе́ние — муниципальное образование в Уйском районе Челябинской области Российской Федерации.
В рамках административно-территориального устройства муниципальное образование  соответствует административно-территориальной единице Беловский сельсовет.
Административный центр — село Белово.

## История
Статус и границы сельского поселения установлены Законом Челябинской области от 17 сентября 2004 года № 278-ЗО «О статусе и границах Уйского муниципального района и сельских поселений в его составе»

## Население
| 2002 | 2010 | 2011 | 2012 | 2013 | 2014 | 2015 |
| ---- | ---- | ---- | ---- | ---- | ---- | ---- |
| 905  | ↘892 | →892 | ↘890 | ↘875 | ↘859 | ↘836 |
| 2016 | 2017 | 2018 | 2019 | 2020 | 2021 |      |
| ↘812 | ↗821 | ↘804 | ↘771 | ↘742 | ↘613 |      |

## Состав сельского поселения
| № | Населённый пункт | Тип населённого пункта       | Население |
| - | ---------------- | ---------------------------- | --------- |
| 1 | Белово           | село, административный центр | ↗747      |
| 2 | Токмасский       | посёлок                      | ↘145      |